# ボーリングブルック (イリノイ州)
ボーリングブルック（Bolingbrook）は、アメリカ合衆国イリノイ州のウィル郡にある村。人口は7万3922人（2020年）。シカゴの南西45キロメートルに位置している。村の一部はデュページ郡に入っている。
1965年に法人化した比較的若い村である。それまでは農地が広がっていた。1970年から2000年にかけて開発されベッドタウン化した。村には鉄道駅がないため、公共交通は路線バスに頼っている。主要な道路は州間高速道路55号線である。

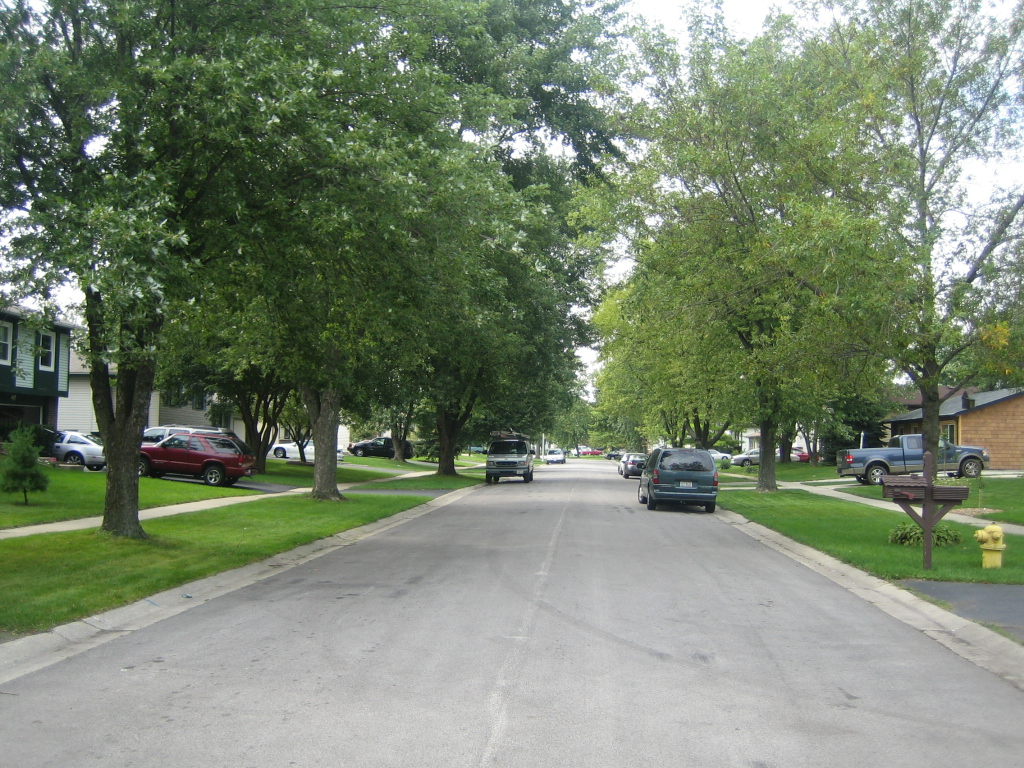
ブルックの住宅地